# Linia kolejowa Radziwiliszki – Szawle
Linia kolejowa Radziwiliszki – Szawle – linia kolejowa na Litwie łącząca stację Radziwiliszki ze stacją Szawle.
Linia na całej długości jest niezelektryfikowana i dwutorowa.

## Historia
Linia powstała w 1871 jako część drogi żelaznej libawsko-romeńskiej. Początkowo leżała w Imperium Rosyjskim, w latach 1918 - 1940 położona była na Litwie, następnie w Związku Sowieckim (1940 - 1991). Od 1991 ponownie znajduje się w granicach niepodległej Litwy.